# Vidigal
Vidigal est une favela de la zone sud de  Rio de Janeiro, au Brésil.

## Dans la culture populaire

### Au cinéma
- Dans le film à sketches(Rio, Eu Te Amo) vários cineastas), différents cinéastes), le sketche O Vampiro do Rio, de Im Sang-soo, se passe dans la favela de Vidigal[1].
- Le film A Frente Fria que a Chuva Traz (2015), de Neville D'Almeida, a été tourné à Vidigal[2].
- Le film Mundo Novo (2021), d’Álvaro Campos, a été tourné à Vidigal[3].
- O filme A Festa de Léo, de Luciana Bezerra, Gustavo Melo (2024), foi gravado em Vidigal[4].

### Dans la littérature
- Les quatre nouvelles du recueil Histórias do Vidigal (2015) d’Olavo Wyszomirski se passent dans la favela[5].